# Reichskommissariat Don-Wolga

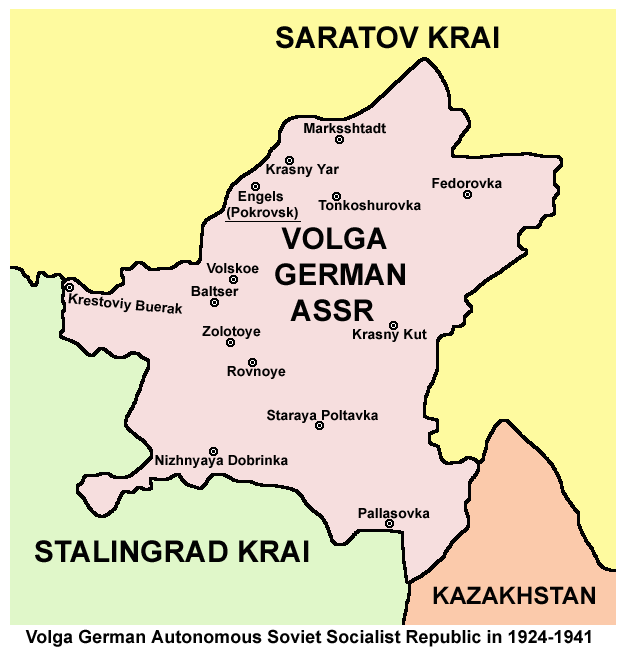
La Repubblica socialista sovietica autonoma tedesca del Volga, territorio che avrebbe dovuto fare parte del progettato Reichskommissariat

Il Reichskommissariat Don-Wolga, letteralmente "Commissariato del Reich Don-Volga" in tedesco, fu un progettato Reichskommissariat che la Germania nazista avrebbe dovuto istituire sui territori occupati dell'Unione Sovietica; in un memorandum tedesco venne semplicemente chiamato Dongebiet ("territorio del Don").
Approssimativamente, il progettato Reichskommissariat doveva comprendere i territori delimitati dal Mar d'Azov a sud e dalla Repubblica socialista sovietica autonoma tedesca del Volga a nord, con la città di Rostov sul Don come centro amministrativo e una superficie totale di circa 55.000 km²; Dietrich Klagges, all'epoca Presidente-Ministro del Libero Stato di Brunswick, fu proposto dal leader nazista Alfred Rosenberg come Reichskommissar per il nuovo ente.
Il progetto venne abbandonato dai dirigenti tedeschi fin dalla metà del maggio del 1941, quando venne deciso di limitare a quattro i Reichskommissariat da istituire sui territori sovietici destinati ad essere occupati nell'ambito dell'imminente operazione Barbarossa: in base ai nuovi progetti di Rosenberg, il territorio del Reichskommissariat Don-Wolga sarebbe stato spartito tra il Reichskommissariat Ukraine e il Reichskommissariat Kaukasus, decisione poi accolta da Adolf Hitler; secondo altre fonti, il territorio del Reichskommissariat sarebbe stato invece interamente assorbito dal Reichskommissariat Ukraine, andando a costituire i progettati Generalbezirke ("Distretti generali") di Rostov, Voronež e Saratov.